# The Ghost Breaker

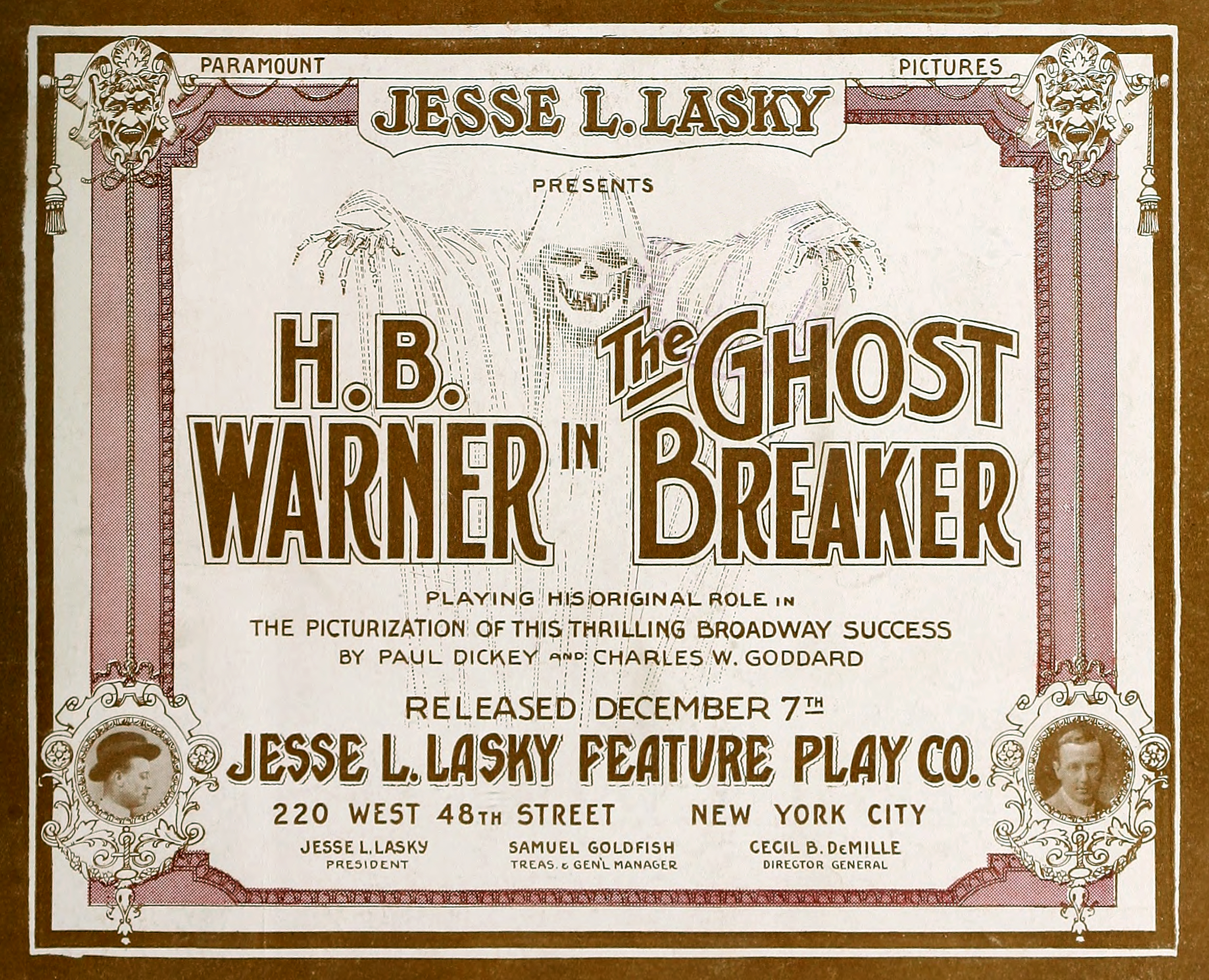
Couverture faisant la promotion du film de 1914 The Ghost Breaker, coupée de la couverture de Motion Picture News

Pour l’article homonyme, voir The Ghost Breaker (film, 1922).
The Ghost Breaker est un film muet américain réalisé par Oscar Apfel et Cecil B. DeMille et sorti en 1914.

## Fiche technique
- Titre : The Ghost Breaker
- Réalisation : Oscar Apfel, Cecil B. DeMille
- Scénario : Oscar Apfel, Cecil B. DeMille, James Montgomery, d'après une pièce de Paul Dickey et Charles W. Goddard
- Production : Cecil B. DeMille, Jesse L. Lasky pour Jesse L. Lasky Feature Play Company
- Distribution : Paramount Pictures
- Genre : Film d'aventure, Film d'épouvante
- Durée : 60 minutes
- Date de sortie :
  - États-Unis : 7 décembre 1914

## Distribution
- H. B. Warner : Warren Jarvis
- Rita Stanwood : Princesse Maria Thérésa
- Theodore Roberts : Prince d'Aragon
- Betty Johnson : Carmen
- Jode Mullally : Don Luis
- Horace B. Carpenter : Duc d'Alva/Carlos
- Jeanie Macpherson : Juanita
- Mabel Van Buren : Delores
- William Elmer : Robledo
- Richard L'Estrange : Maximo
- Fred Montague : Gaspart
- Lucien Littlefield : Juge Jarvis
- John Burton : Rusty
- Jack W. Johnston : Markam